# Hay que deshacer la casa
Hay que deshacer la casa es una obra de teatro de Sebastián Junyent escrita en 1983.

## Argumento
Después de muchos años de ausencia, Ana, que vive en París, regresa a Guadalajara y se reencuentra con Laura para repartir la herencia de sus padres. Los tiempos y los ambientes pasados se van haciendo presentes en las dos hermanas.

## Premios
- Premio Lope de Vega.

## Representaciones destacadas
- Teatro Principal de Valencia, 1985. Estreno.
  - Intérpretes: Amparo Rivelles, Lola Cardona.

- Teatro Tabaris, Buenos Aires, 1988.[1]
  - Intérpretes: Charo López, Thelma Biral (sustituida más tarde por Soledad Silveyra).

- Teatro Muñoz Seca, Madrid, 2014. Adaptación con los personajes masculinos.[2]
  - Intérpretes: Ramón Langa, Andoni Ferreño.

## Adaptaciones
La obra se llevó al cine en 1986, en una película del mismo título protagonizada por Rivelles y Amparo Soler Leal.